# Jean-Claude Draza
 Jean-Claude Draza Atsule  (né à Laybo le 28 novembre 1982) est un homme politique de la République démocratique du Congo et député national, élu de la circonscription d'Aru dans la province de l'Ituri,,,.

## Biographie
Jean-Claude Draza est né à Laybo le 28 novembre 1982, élu député national dans la circonscription électorale d'Aru dans la province de l'Ituri, il est membre du regroupement politique AA/a.